# Svatoštěpánské náměstí (Miskolc)
Svatoštěpánské náměstí (maďarsky Szent István tér) leží na západním okraji centra města Miskolce v severovýchodním Maďarsku. Pojmenované je podle krále Štěpána z dynastie Arpádovců. 
Nachází se v prostoru, kde se podle map třetího vojenského mapování rozkládal prostor mezi městskou a příměstskou (venkovskou) zástavbou Miskolce. Protékala tudy také řeka Szinva. Od roku 2000 stojí na náměstí socha sv. Štěpána, jejímž autorem byl Zsoltem Jószay. Před sochou se nachází také květinové hodiny.